# World Changed Forever
World Changed Forever är det finländska power metal-bandet Dreamtales sjätte studioalbum, utgivet i april 2013 på Osk Secret Door och i Japan på Avalon. Albumet föregicks av singlarna "Tides of War" och "Join the Rain".
World Changed Forever var bandets sista album med trummisen Petteri Rosenbom.

## Låtlista
1. "The Shore" – 2:22
2. "Island of My Heart" – 5:37
3. "Tides of War" – 4:02
4. "We Have No God" – 5:29
5. "The Signs Were True" – 5:10
6. "The Heart After Dark" – 4:24
7. "Join the Rain" – 4:34
8. "Back to the Stars" – 6:16
9. "World Changed Forever" – 6:04
10. "My Next Move" – 3:51
11. "Dreamtime" – 6:34
12. "Destiny's Chance" – 3:54

Bonusspår på den japanska utgåvan
1. "The End of Our Days" – 4:21

## Medverkande
Musiker
- Erkki Seppänen – sång
- Rami Keränen – gitarr, sång
- Seppo Kolehmainen – gitarr
- Heikki Ahonen – basgitarr
- Akseli Kaasalainen – keyboard
- Petteri Rosenbom – trummor

Bidragande musiker
- Sanna Natunen – bakgrundssång
- Lassi Vääränen – bakgrundssång

Produktion
- Jussi Kulomaa – producent, inspelningstekniker
- Antto Tuomainen – producent, inspelningstekniker
- Timo Tolkki – mixning
- Mika Jussila – mastering
- Dilyana Delcheva – albumkonst

## Inspelningsinformation
Inspelningsstudior:
- Dreamtale House
- MSTR-Studio, Tammerfors
- TDM-Studio, Tammerfors